# Hypelate trifoliata
Hypelate trifoliata är en kinesträdsväxtart som beskrevs av Olof Swartz. Hypelate trifoliata ingår i släktet Hypelate och familjen kinesträdsväxter. Inga underarter finns listade i Catalogue of Life.